# Front Révolutionnaire Armé pour le Progrès d'Haiti
Il Fronte Rivoluzionario Armato per il Progresso di Haiti (FRAPH) poi divenuto Front pour l'Avancement et le Progrès Haitien) fu un movimento di estrema destra
paramilitare organizzatosi nel 1993. Il suo compito era quello di sabotare il supporto per il presidente cattolico Jean-Bertrand Aristide, che rimase in carica solo per otto mesi come presidente di Haiti prima di venire deposto il 29 settembre 1991, da un colpo di Stato.
Il FRAPH fu un'organizzazione para-militaire, del tipo squadrone della morte che terrorizzava con gli stessi metodi violenti dei Tontons macoutes, la popolazione haitiana commettendo numerosi crimini, esecuzioni sommarie, rapimenti e stupri. Il FRAPH fu creato nel 1991 da Emmanuel Constant e Louis-Jodel Chamblain.
All'indomani del colpo di Stato militare che destituì la prima volta il presidente Jean-Bertrand Aristide, il 30 settembre 1991, fu creata questa organizzazione para-militare, al fine di supplire le forze militari di Haiti (FADH) durante la dittatura del regime militare di Raoul Cédras.
Il FRAPH ha operato d'accordo con le Forze armate di Haiti nella loro campagna di terrore e di repressione contro la popolazione civile del paese caraibico. Il FRAPH fu sostenuto finanziariamente e armato dalla CIA. La CIA e i dirigenti americani (Ronald Reagan e George H. W. Bush consideravano Aristide un comunista).  I militanti del FRAPH avevano una formazione militare e furono utilizzati per esercitare il controllo della popolazione civile.
FRAPH ha perpetuato numerose violazioni dei diritti umani e la loro specializzazione era la violenza sessuale sulle donne. La maggior parte dei crimini delle FRAPH furono commessi nei quartieri più poveri delle città haitiane, perché era lì che si concentrava la base del supporto popolare ad Aristide. FRAPH partecipò al massacro di Raboteau. Dichiarando di essere il capo di un movimento a sostegno di Duvalier, Emmanuel Constant ha cercato di creare una facciata politica per le proprie attività violente.
Con l'arrivo alla presidenza degli Stati Uniti di Bill Clinton si aprono nuove prospettive nelle relazioni tra i due paesi. Aristide fu ricevuto da Clinton. FRAPH fu ufficialmente disciolto dopo il ritorno di Aristide, il 15 ottobre 1994, e i suoi capi furono esiliati. Emmanuel Constant e Louis-Jodel Chamblain si rifugiarono negli Stati Uniti.
La giustizia haitiana ha giudicato in contumacia i principali responsabili del FRAPH per i numerosi crimini commessi, noto il massacro di Raboteau e l'assassinio di Antoine Izméry. Emmanuel Constant fu condannato in contumacia ai lavori forzati a vita. Non tornò più ad Haiti e visse in esilio protetto a New York dove le numerose richieste di estradizione sono state ignorate.
Nel febbraio del 2004, Chamblain tornò dall'esilio per partecipare ad una nuova ribellione contro il presidente Aristide diretta da Amiot Métayer e dopo l'assassinio di questi dal fratello Buteur Métayer. Poco tempo dopo il suo ritorno Chamblain si unì alle forze ribelli di Guy Philippe. Aristide finì per essere deposto dal colpo di Stato del 2004.
Dopo il ritorno di Chamblain e la deposizione del governo di Aristide nel 2004, Amnesty International domandò ai caschi blu dell'ONU, de procedere all'arresto di Chamblain per la sua partecipazione presunta a crimini di guerra, nel 1987, 1991 e 1993-1994. In aprile del 2004, Chamblain si arrese alle autorità per far fronte ai processi. Egli fu scagionato nel caso dell'assassinio di Izméry. L'ambasciatore americano a Port-au-Prince, James Foley ha severamente condannato questa liberazione definendola scandalosa.
Nonostante questo Chamblain rimase agli arresti per le inchieste riguardanti la responsabilità sull'incendio che aveva distrutto la Cité Soleil, una bidonville nei sobborghi della capitale Port-au-Prince nel 1993.  Fu liberato dalla prigione in agosto del 2005 in virtù di un arresto della Cour d'Appel di Port-au-Prince. Il 16 agosto 2004, una organizzazione haitiana per la difesa dei diritti dell'uomo, la  "Coalition nationale pour les droits des Haïtiens", si dichiarò profondamente preoccupata per un processo organizzato in maniera incomprensibile in maniera veloce" e destinato, secondo questa organizzazione a trovare "un compromesso politico tra il governo provvisorio e gli antichi ribelli per salvare l'ex numero due del FRAPH".
In un rapporto su Haiti, del 2004, l'organizzazione Amnesty International indica che trentasette accusati tra cui il generale Raoul Cédras, capo del governo militare, Emmanuel Constant, dirigente e fondatore dell'organizzazione paramilitare FRAPH, Michel François, capo della polizia e braccio destro di Cédras, Philippe Biamby, erano stati condannati in contumacia. La condanna stabilita era per il carcere a vita, i lavori forzati e un'ammenda di un miliardo di gourdes, l'équivalente di 43 milioni di euro. Tuttavia essi non furono mai arrestati.

## Riferimenti
- Michel Chossudovsky, La déstabilisation de Haïti : un coup d’État orchestré et financé par les États-Unis, su risal.collectifs.net.
- Emmanuel Constant et le FRAPH, su trial-ch.org. URL consultato il 3 maggio 2011 (archiviato dall'url originale il 1º dicembre 2008).
- Massacres et escadron de la mort du FRAPH, su prevalhaiti.com.